# Делириант
Делирианты - психоактивные вещества, относящиеся к классу галлюциногенов.
Ряд растительных делириантов, в т.ч. из семейства паслёновые, широко использовался коренными народами Америки для достижения изменённого состояния разума в ходе ритуалов и обрядов. Несмотря на долгую историю использования, делирианты являются наименее изученным классом галлюциногенов с точки зрения их поведенческих и неврологических эффектов на человека.

## История термина
Термин "делириант" был введен Девидом Ф. Дунканом (англ. David F. Duncan) и Робертом С. Голдом (англ. Robert S. Gold), чтобы отличить эти наркотики от других классов психоактвиных веществ - психоделиков и диссоциативов, таких как ЛСД и кетамин. Делирианты названы так из-за их основного эффекта, вызывающего делирий, в отличие от более осознанных состояний, производимых другими галлюциногенами, которые представлены психоделиками и диссоциативами. Этот термин обычно используется для обозначения антихолинергических препаратов, которые представляют собой вещества, ингибирующие функцию нейромедиатора ацетилхолина.

## Механизм действия
Изменённое состояние сознания, вызываемое "классическими" делириозными веществами, такими как скополамин, атропин и дифенгидрамин, в первую очередь связано с конкурентным антагонизмом этих лекарственных соединений к периферическим и центральным мускариновым ацетилхолиновым рецепторам. В частности, мускариновых рецепторов М1.
Рецепторы М1 расположены преимущественно в центральной нервной системе и участвуют в восприятии, внимании и когнитивном функционировании. Делирий связан только с антагонизмом постсинаптических М1-рецепторов, и на сегодняшний день другие подтипы рецепторов не выявлены. Периферические мускариновые рецепторы являются частью вегетативной нервной системы.
Рецепторы М2 расположены в мозге и сердце, рецепторы М3 - в слюнных железах, а рецепторы М4 - в мозге и легких. Скополамин является неспецифическим антагонистом мускариновых рецепторов на всех четырех участках (М1, М2, М3 и М4). Из-за ингибирования этими соединениями различных путей передачи сигнала, снижение уровня ацетилхолиновой сигнализации приводит ко многим когнитивным нарушениям и умственным расстройствам.
Также принято мнение, что распространенные антихолинергические средства/галлюциногены правильнее называть антимускариновыми препаратами, поскольку, например, эти средства обычно не блокируют никотиновые рецепторы.

## Эффекты
Бред, вызванный, в частности, антихолинергическими препаратами, характеризуется ступором, спутанностью сознания, конфабуляцией, дисфорией, акатизией, реалистичными визуальными галлюцинациями или иллюзиями (в отличие от псевдогаллюцинаций, испытываемых на других классах галлюциногенов) и регрессией к "фантомному" поведению, такому как раздевание и выщипывание волос. Другие часто описываемые типы поведения включают беседы с воображаемыми людьми, завершение сложного, многоступенчатого действия (например, одевание) и неспособность распознать своё собственное отражение в зеркале.
Эффекты антихолинергических препаратов, по своему действию, схожи с бредовыми лихорадками, лунатизмом, состоянием фуги или психотическим эпизодом (особенно в том, что субъект имеет минимальный контроль над своими действиями и часто не имеет воспоминаний об этом опыте). Это часто наблюдающиеся побочные эффекты от серотонинергических психоделиков.

## Классификация

### Антихолинергические препараты

#### Тропаны
- Атропин
- Гиосциамин
- Скополамин

#### Этаноламины
- Дименгидринат
- Дифенгидрамин
- Доксиламин (в определённых дозах)

Дизамещенные эфиры гликолевой кислоты:
- Бенактизин
- Дицикломин
- N-этил-3-пиперидил бензилат
- N-метил-3-пиперидил бензилат
- 3-хинуклидинилбензилат
- Дитран
- EA-3167

#### Антигистаминные препараты
- Хлорфенирамин
- Циклизин
- Дименгидринат
- Дифенгидрамин
- Доксиламин
- Меклизин
- Орфенадрин
- Прометазин
- Клемастин

#### Другие
- Амитриптилин
- Бензидамин
- Элемицин
- Миристицин
- Иботеновая кислота
- Мусцимол
- Золпидем

## Применение в оккультизме и фольклоре
Делирианты фигурируют во многих фрагментах европейской мифологии. Среди наиболее часто упоминаемых - белена, белладонна, мандрагора, багульник и мухомор.
В мифах Древней Греции венки из листьев белены использовались в похоронных обрядах, чтобы помочь успошему забыть свою прежнюю жизнь перед переходом реки Стикс.  Род растений белладонна, Atropa, назван в честь греческой богини судьбы, Атропос, которая перерезала нить жизни. В раннем Средневековье считалось, что мандрагора обычно росла под виселицами, где с тел умерших убийц капала кровь.
Тропаносодержащие пасленовые играли важную роль в фольклоре Старого Света и мифах о европейском колдовстве.
Белена, как известно, ассоциировалась с чёрной магией период позднего средневековья. В этот период в средневековой Европе вид Scopolia carniolica использовался в качестве примеси в любовных зельях.
Мандрагора (корень Mandragora officinarum) дважды упоминается в Библии.
Дурман имеет долгую историю использования коренными народами Мексики и юго-запада США, которые применяли его в ритуальных, священных и магических целях.
Со времен средневековья чрезвычайно ядовитые растения рода Aconitum также были связаны с фольклором и магией. Несмотря на то, что это очень ядовитое и часто смертельно опасное растение, его часто включали в рецепты "магических мазей"; вероятно, для того, чтобы противодействовать гипертермическим побочным эффектам скополамина. Род аконитум (в частности, аконитум ворсистый) прочно ассоциировался с суевериями и колдовством в Европе, особенно когда речь шла о мифах, связанных с оборотнями и ликантропией. Существует мнение, что это связано с предполагаемой склонностью данного яда вызывать парестезию, которая может вызывать ощущение, что тело покрыто мехом.
В греческой мифологии считается, что богиня Геката изобрела аконит, который Афина использовала для превращения Арахны в паука.